# Висунск
Висунск (укр. Висунськ) — село (до 1920 года — посад) в Березнеговатском районе Николаевской области Украины.
Основано в 1767 году. Население по переписи 2001 года составляло 2191 человек. По состоянию на ноябрь 2023 года проживало 1794 человека. Почтовый индекс — 56240. Телефонный код — 5168. Занимает площадь 3,587 км².
Местный совет: 56240, Миколаївська обл., Березнегуватський р-н, с. Висунськ, вул. Ковтюха,3 
Расположен на правом берегу речки Висуни (приток Ингульца), в 5 км к югу от районного центра. До ближайшей железнодорожной станции Березнеговатое на линии Апостолово — Снигиревка — 12 км. Через село проходит автодорога Херсон—Кривой Рог. Население — 2254 человека. Сельсовету подчинены села Василевка, Отрадное и Семеновка.
Осенью 1919 года был столицей Висунской народной республики.

## История
О заселении территории Висунска и его окрестностей в древние времена свидетельствуют найденные вблизи села орудия труда эпохи бронзы (II тысячелетие до н. э.), в нескольких раскопанных здесь курганах обнаружены каменные антропоморфные стены с ритуальными изображениями и 5 погребений эпохи поздней бронзы в каменных ящиках (конец II — начало I тысячелетия до н. э.), а также погребения скифского времени (V—III вв. до н. э.).
Село возникло в 1767 г., когда здесь поселились беглые крестьяне с Правобережной Украины. Вначале их было 11 человек. В 1789 г. за выступления против помещиков царское правительство принудительно переселило сюда казаков из Батурина Новгород-Северского наместничества. Хотя поселение официально было названо Висунском, жители его длительное время именовали себя батуринцами, а на тот момент уже Висунскую слободу — Батурином.
Ко времени первого межевания земель в 1799 г. в Висунске проживало 155 человек. За селом было закреплено тогда 10 884 десятины земли, в том числе 10 736 десятин пригодной.
В октябре 1820 г. Висунск стал адмиралтейским поселением и был передан в ведение Черноморской исполнительной экспедиции, а с 1832 г.— управления Черноморских адмиралтейских поселений, которое находилось в Николаеве. В это время в Висунске насчитывалось 1434 человека [660, л. 20, 29, 30, 107]. Поселенцев освободили от рекрутчины, уплаты подушной подати, но обязали выполнять различные работы в адмиралтействе. Все работоспособные мужчины в возрасте от 12 до 60 лет, а с 1823 г.— от 15 до 60 лет — отрабатывали по три месяца на николаевских верфях, богоявленских суконной, парусной, канатной мануфактурах, а после ликвидации последних — на Херсонском канатном заводе и в Николаевском порту. В 1823 г. только в Николаевском адмиралтействе работали 143 жителя Висунска. Оплата труда их была крайне низкой. На Богоявленской суконной мануфактуре, например, прядильщики получали за моток весом в 1 фунт 3 копейки. За 12 дней работы мотальщикам платили всего по 2 руб. 24 коп., ткачам —по 2 руб. [663, л. 9—18]. Жители Висунска выполняли, кроме того, и ряд других повинностей: дорожную, натуральную, почтовую, подводную. Главными хозяйственными занятиями адмиралтейских поселенцев оставались животноводство и хлебопашество (в 1859 г., например, жители Висунска имели 70 лошадей, 2 тыс. голов крупного рогатого скота, 1009 овец, 700 свиней). 11 человек занимались ремеслом.
После ликвидации адмиралтейских поселений Висунск в 1861 г. стал называться пригородом и был переведен из морского ведомства в подчинение николаевскому военному губернатору [645, л. 35]. Жители получили право перехода в мещанское и крестьянское сословия. Большинство из них продолжало заниматься сельским хозяйством. Население пригорода быстро росло — в 1823 г. здесь проживало около 1700 человек, в 1862 г.— уже свыше 3500 человек [666, л. 98]. Количество же земли, находившейся в пользовании общины, оставалось тем же, что и при первом межевании.
С развитием капитализма в сельском хозяйстве, усилившемся после реформы 1861 г., произошли значительные изменения в классовой структуре села. Крестьянство все более расслаивалось на две противоположные/226/ группы — сельских пролетариев и кулачество. По данным земской статистики, в 1869 г. в пригородах Березнеговатом и Висунске насчитывалось 600 хозяйств, не имевших скота. Нищета усугублялась неурожаями, которые в последней четверти XIX в. повторялись из года в год. Вследствие неурожая 1873 г. 500 жителей Висунска нуждались в помощи продовольствием и посевным материалом [1809, с. 30—32]. Многие на кабальных условиях брали в долг семена у сельских богачей и помещиков, которые за пуд ржи требовали 50—60 коп., пли 1,5 пуда зерна [1430, прилож., с. 232, 233]. В 1884 г. в посаде (в 1877 г. Висунск стал посадом Херсонской губернии) проживало 4984 человека.
В начале XX в. из 1235 хозяйств Висунска 7 были безземельными или располагали одной-двумя десятинами, 268 имели по 2—3 десятины земли, столько же (268) — по 5—7 десятин, 16 хозяйств — по 25 десятин земли. В 552 дворах отсутствовало тягло, а в 19— имелось от 8 до 15 голов рабочего скота [1412, с. 66—68]. Многие бедняки Висунска батрачили у помещиков и кулаков, уходили на сезонные работы в Херсон, Николаев, Кривой Рог или работали в местных каменоломнях, где добывали гранит.
Значительную роль в росте классового сознания трудящихся Висунска сыграли местные жители, занятые на городских предприятиях и общавшиеся с революционно настроенными рабочими. Еще в сентябре 1879 г. один из богачей Висунска, Билер, жаловался местным властям, что среди крестьян распространяются усиленные толки о том, будто у помещиков землю отберут и раздадут крестьянам. Во время обыска у учителя Д. Петрушевского и его брата П. Петрушевского нашли литературу «о студенческих сходках, свободе, равенстве и рабочем вопросе». В июле 1881 г. под особый надзор полиции «за произнесение дерзких выражений против священной особы государя императора» был взят висунский мещанин И. А. Шульга [1165, л. 54, 107, 108; 1166, л. 230, 299].
В 1903 г. в Висунске под прикрытием вывески «Общество трезвости» создана организация революционно настроенных крестьян и интеллигенции из 20 человек [905, л. 37—39]. Она располагала печатным станком, на котором печатались революционные воззвания к крестьянам. Члены общества установили связи с большевиками Херсона и Николаева. 13 января 1905 г. они выдвинули требования увеличения площади надельной земли, отмены выкупных платежей, всеобщего избирательного права, права на бесплатное обучение, демократизации местного управления, свободы слова, уравнения всех перед законом и судом, прекращения русско-японской войны и созыва всероссийского представительного собрания [1803]. Под этим документом подписалось 150 граждан посада.
В 1905 г. висунцы собрали деньги и отослали бастующим рабочим Одессы. Осенью того же года в посаде создается организация Всероссийского крестьянского союза, в состав которой входили также бедняки и середняки Березнеговатого, Пришиба, Любомировки. В декабре крестьяне отобрали хлеб и пастбища, принадлежавшие помещикам Карабану, Бредихину, Высоцкому, Марченко и Тимченко, и разделили их между собой, а казакам, прибывшим для подавления выступления, дали решительный отпор. Они уволили старосту, обезоружили полицию, образовали выборную милицию, которая действовала в течение месяца [905, л. 39]. Власти прислали в Висунск «черную сотню» из Николаева. Началась кровавая расправа над восставшими. Было арестовано около 100 членов организации. Активные участники выступления — А. Е. Савченко, И. П. Ярошенко, И. П. Тарасов, С. Г. Ковтюх и А. В. Бринюк казнены, многих по решению военного окружного суда сослали в Сибирь, других на длительное время бросили в херсонскую тюрьму. В революционном выступлении принимали участие и женщины. Двух из них — П. П. Кедровскую и А. П. Пидтоптаную — приговорили к пяти годам ссылки в район Архангельска.
Столыпинская реформа еще больше обострила классовые противоречия среди крестьян. Сельские богачи выделились на отруба, образовав хутора. Многие жители посада батрачили у помещика или уходили на заработки в Херсон, Николаев, Одессу.
Накануне первой мировой войны в Висунске насчитывалось 1324 двора и 9408 жителей. Население занималось главным образом сельским хозяйством, работало на заводах Николаева, а некоторые жители изготовляли деревянную посуду, телеги, колеса. В посаде работал черепично-кирпичный завод [1481, с. 55]. Медицинскую помощь жителям Висунска и соседнего села Березнеговатого с 1858 г. оказывал только помощник врача. С 1872 г. висунцы пользовались услугами Нагартавского врачебного участка, в котором работал врач, обслуживавший 25 тыс. жителей [1634, с. 4]. В селе часто возникали эпидемии.
В 1861 г. была открыта приходская школа, где преподавал местный священник. В 1862 г. в ней обучались 10 мальчиков и 5 девочек [667, л. 7, 10], спустя 10 лет — 60 детей [1817, с. 87]. В 1874 г. здесь открылось министерское двухклассное училище. В конце XIX в. эти учебные заведения посещали 173 ученика, которых обучали четыре учителя. В 1907 г. не были охвачены обучением 42,5 проц. детей школьного возраста [1474, с. 69]. Большинство взрослого населения Висунска оставалось неграмотным.
Первая мировая война привела к дальнейшему обнищанию большинства крестьянских хозяйств. Для военных нужд у жителей села реквизировали лошадей, подводы. Мужчин, годных к военной службе, мобилизовали в царскую армию. Сотни семей, потерявших своих кормильцев, испытывали нужду.
Трудящиеся Висунска, узнав о победе Февральской революции, в первые же дни собрались на митинг, где приветствовали свержение самодержавия. Вскоре в посаде был создан земельный комитет, но заправляли в нем кулаки, поддерживавшие политику Временного правительства. Революцнонно настроенные крестьяне вместе с солдатами, которые возвратились после ранения с фронта, проводили активную работу среди жителей посада. В июне на митинге крестьяне приняли резолюцию, гласившую: «Земля — священная собственность всего народа, а не кучки богачей. Она и должна ему принадлежать…».
В августе сход Висунска направил в Херсонскую уездную управу следующее решение: «Земля должна быть передана крестьянам».

## Персоналии
- Ковтюх, Епифан Иович (1890—1938) — советский военачальник.
- Кедровский, Иван Саввич (1879—1934) — деятель обновленчества